# Rokkaluodot
Rokkaluodot eller Surmaluodot är en ö i Finland. Den ligger i sjön Saimen och i kommunen Taipalsaari i den ekonomiska regionen  Villmanstrands ekonomiska region  och landskapet Södra Karelen, i den södra delen av landet, 220 km nordost om huvudstaden Helsingfors. Öns area är 0,6 hektar och dess största längd är 160 meter i nord-sydlig riktning.  Notera att namnet antyder att det är fråga om flera öar.